# Mauléon-d’Armagnac
Mauléon-d’Armagnac (okzitanisch Mauleon d’Armanhac) ist eine französische Gemeinde mit 266 Einwohnern (Stand 1. Januar 2022) im Département Gers in der Region Okzitanien (bis 2015 Midi-Pyrénées). Sie gehört zum Arrondissement Condom und zum Gemeindeverband Grand Armagnac. Die Bewohner nennen sich Mauléonais.

## Geografie
Die Gemeinde Mauléon-d’Armagnac liegt in der Landschaft Armagnac im äußersten Nordwesten des Départements Gers, etwa 30 Kilometer östlich von Mont-de-Marsan und 70 Kilometer nordwestlich von Auch. Im Norden grenzt die Gemeinde an das Département Landes. Die Landschaft des 35,13 km² umfassenden Gemeindegebietes zeigt einen stetigen Wechsel von Feldern, Wiesen, kleinen Waldstücken, Weinreben und Stauweihern. Die Fließgewässer der Gemeinde entwässern in der Südwesthälfte zum Midour, in der Nordosthälfte zur Douze – beide Flüsse gehören zum Einzugsgebiet des Adour. Die Gemeinde hat den Charakter einer Streusiedlung und besteht aus zahlreichen Weilern sowie mehreren Einzelhöfen. Die größten Weiler sind Lartigue, Pichet, Jouanchicot, Lauga, Cucassé, Perrix, Soubère, La Hitte und Pébernère. Das Rathaus (Mairie) steht im zentral gelegenen Weiler Mauléon, die Kirchen in Mauléon, Cucassé, Soubère und auf freiem Feld bei La Tuilerie. Umgeben wird Mauléon-d’Armagnac von den Nachbargemeinden Labastide-d’Armagnac (Département Landes) im Norden, Monclar im Osten, Estang im Südosten, Castex-d’Armagnac im Süden sowie Lannemaignan im Nordwesten.

## Geschichte
Im heutigen Gemeindegebiet von Mauléon-d’Armagnac sind die ehemals vier Pfarreien Mauléon, Cucassé, Soubère und Bréchan zusammengefasst, die früher dem Bistum Aire (siehe Bistum Aire und Dax) im Departement Landes angehörten.
Die Gemeinde hieß zur Gründungszeit nach der Französischen Revolution Mauléon. Der Nanszusatz -d’Armagnac wurde erst 1893 eingeführt.

### Bevölkerungsentwicklung
| Jahr      | 1962 | 1968 | 1975 | 1982 | 1990 | 1999 | 2005 | 2018 |
| Einwohner | 583  | 523  | 414  | 369  | 311  | 306  | 287  | 272  |

In den Jahren 1800 und 1806 wurden mit jeweils 1252 Bewohnern die bisher höchsten Einwohnerzahlen ermittelt. Die Zahlen basieren auf den Daten von cassini.ehess und INSEE.

## Kultur und Sehenswürdigkeiten
- Kirche Sainte-Madeleine in Mauléon mit achteckigem Turm
- Kirche Bréchan nahe dem Ortsteil La Tuilerie
- Kirche im Ortsteil Cucassé
- Kirche im Ortsteil Soubère
- Schloss Maniban, Renaissance-Herrenhaus mit Ursprüngen aus dem 14. Jahrhundert, heute in Privatbesitz und für Besucher unzugänglich, als Monument historique klassifiziert[5]

Das wichtigste Fest in der Gemeinde findet am 4. Sonntag im Juli statt.

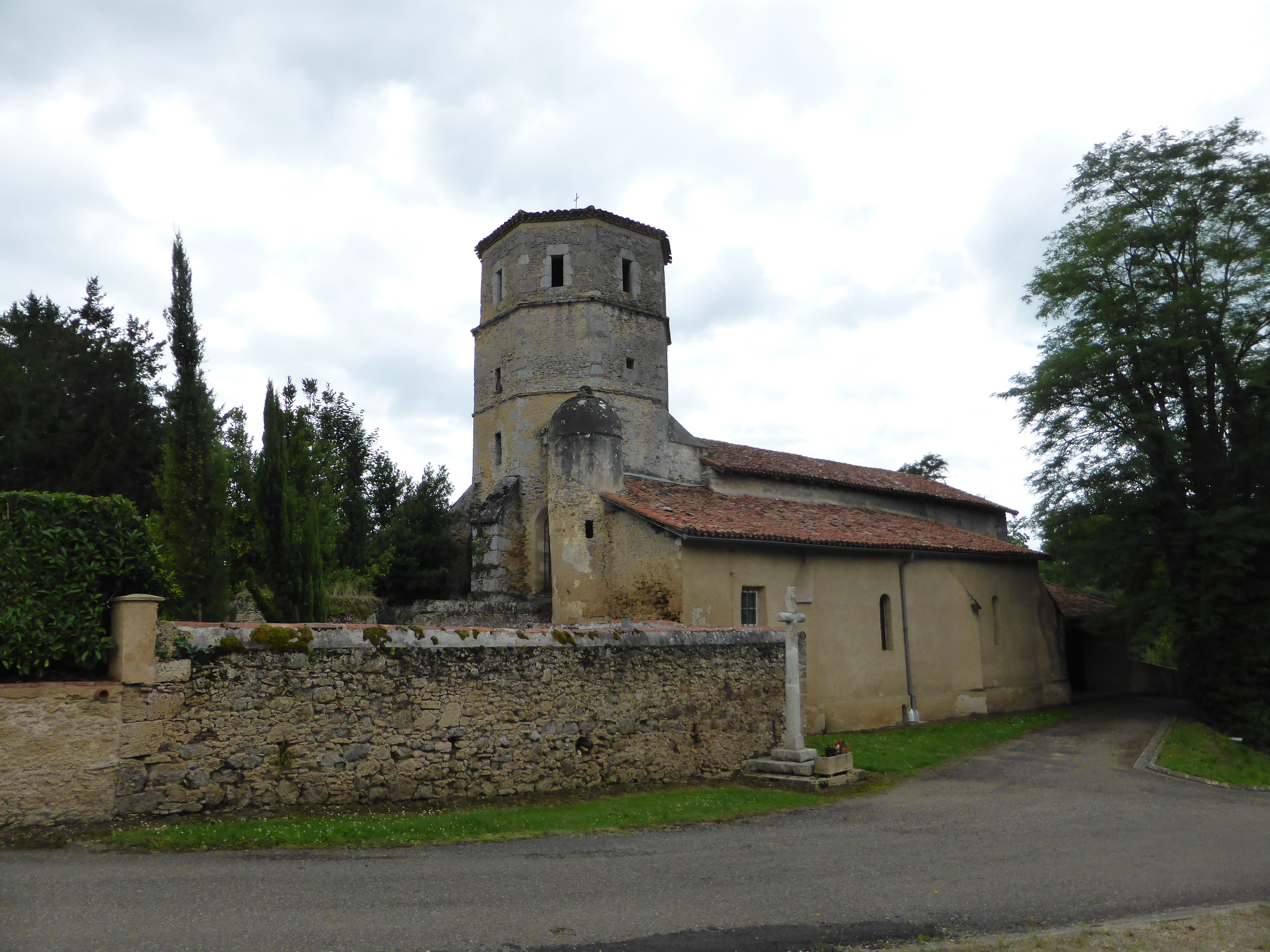
Kirche Sainte-Madeleine
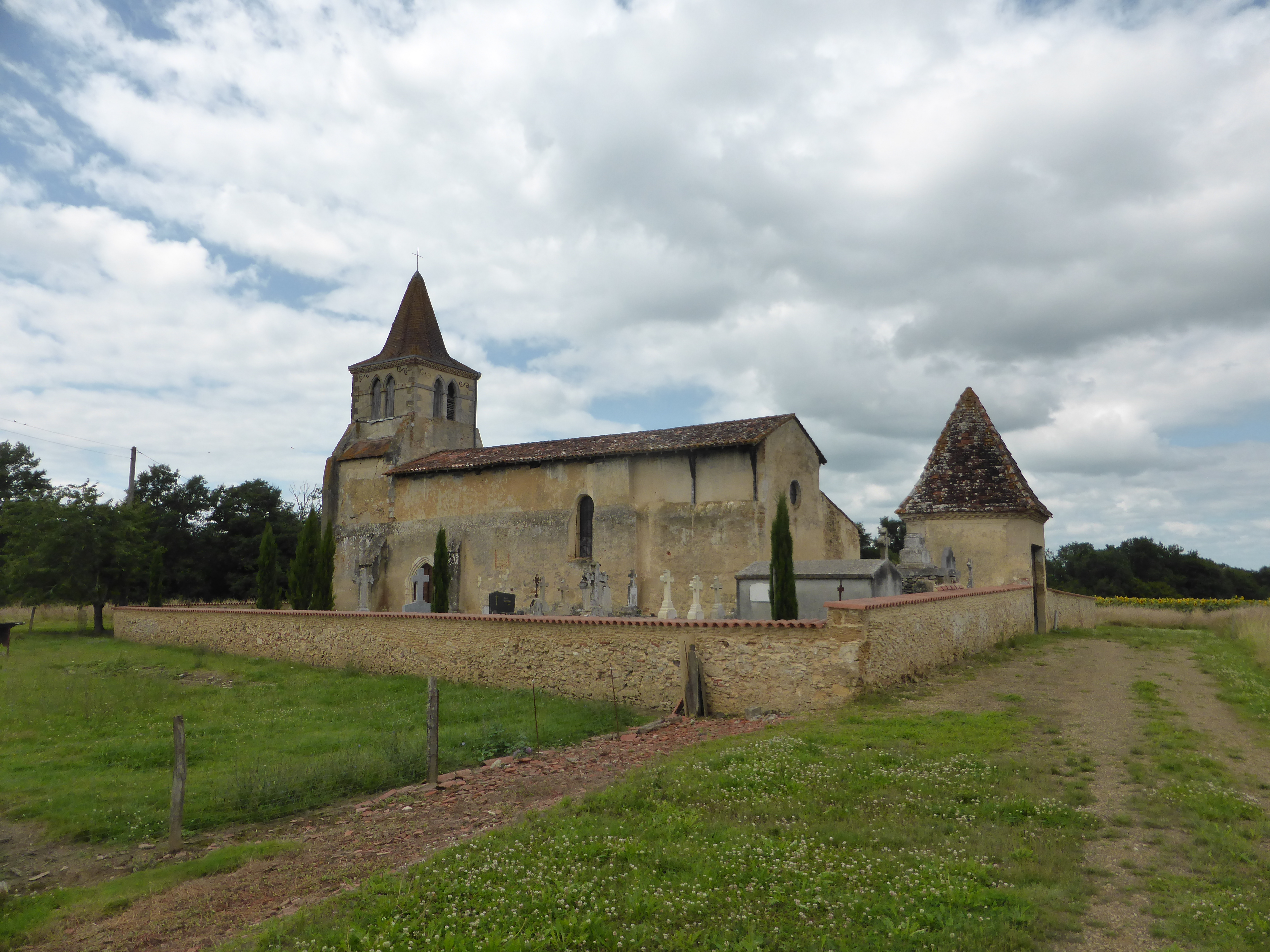
Kirche im Ortsteil Cucassé

## Wirtschaft und Infrastruktur
Größere Rebflächen finden sich um die Teilorte Lauga, Cucassé, Mauléon und La Hitte. Sie sind Teil der Weinbauregion Sod-Ouest. Es werden hauptsächlich Weine zur Herstellung von Armagnac und Floc de Gascogne produziert. In Mauléon-d’Armagnac sind 26 Winzer und weitere 46 Landwirtschaftsbetriebe ansässig (Getreide- und Futtermittelanbau, Rinder- und Geflügelzucht, Milchviehhaltung).
Durch den Nordosten der Gemeinde Mauléon-d’Armagnac führt die Fernstraße N 524 von Roquefort nach Eauze. Der nächste Autobahnanschluss befindet sich etwa 20 Kilometer westlich, nahe Mont-de-Marsan, an der Autoroute A 65 von Langon nach Pau.

## Belege
1. ↑  Präsentation auf der Gemeindeverbands-homepage (französisch)
2. ↑  Ortsname auf cassini.ehess.fr (französisch)
3. ↑  Mauléon-d’Armagnac auf cassini.ehess.fr.
4. ↑  Mauléon-d’Armagnac auf insee.fr.
5. ↑  Château de Maniban in der Base Mérimée des Kulturministeriums. Abgerufen am 30. Dezember 2019 (französisch).
6. ↑  Landwirtschaftsbetriebe auf annuaire-mairie.fr (französisch)